# Llista de governadors civils de la província de Madrid
Aquesta és una llista incompleta dels governadors civils de la província de Madrid. El primer governador civil de la província de Madrid va ser el duc de Gor, que va exercir el càrrec des del 13 de maig de 1834.
| Nom                                                               | Nomenament [Pub.]       | Cessament [Pub.]        |
| ----------------------------------------------------------------- | ----------------------- | ----------------------- |
| Carlos Fonseca                                                    | 10/06/1867 [12/06/1867] | -                       |
| Juan Ignacio Berriz                                               | 08/05/1868 [10/05/1868] | -                       |
| Pascual Madoz                                                     | -                       | 19/10/1868 [20/10/1868] |
| Juan Moreno Benítez de Lugo                                       | 19/10/1868 [20/10/1868] | 13/07/1870 [14/07/1870] |
| Servando Ruiz Gómez                                               | 13/07/1870 [14/07/1870] | 18/11/1870 [19/11/1870] |
| Pere Mata i Fontanet                                              | 11/08/1871 [12/08/1871] | 08/10/1871 [09/10/1871] |
| Rodrigo González Alegre                                           | 08/10/1871 [09/10/1871] | 09/02/1872 [10/02/1872] |
| José Luis Albareda y Sezde                                        | 09/02/1872 [10/02/1872] | 14/06/1872 [15/06/1872] |
| Pere Mata i Fontanet                                              | 14/06/1872 [15/06/1872] | 19/12/1872 [20/12/1872] |
| Joaquim Fiol i Pujol                                              | 19/12/1872 [20/12/1872] | 24/02/1873 [25/02/1873] |
| Nicolás Estévanez Murphy                                          | 24/02/1873 [25/02/1873] | -                       |
| Juan José Hidalgo y Caballero                                     | 11/06/1873 [12/06/1873] | 16/09/1873 [17/09/1873] |
| José Prefumo y Dodero                                             | 16/09/1873 [17/09/1873] | 02/01/1874 [05/01/1874] |
| José Luis Albareda y Sezde                                        | 04/01/1874 [05/01/1874] | 17/05/1874 [18/05/1874] |
| Juan Moreno Benítez de Lugo                                       | 17/05/1874 [18/05/1874] | 31/12/1874 [01/01/1875] |
| José Ossorio y Silva, marqués de Alcañices                        | 31/12/1874 [01/01/1875] | 11/02/1875 [12/02/1875] |
| José Elduayen, marqués del Pazo de la Merced                      | 11/02/1875 [12/02/1875] | 04/02/1877 [05/02/1877] |
| Luis Martos y Potestad, conde de Heredia-Spínola                  | 13/02/1877 [14/02/1877] | 11/02/1881 [12/02/1881] |
| José Álvarez de Toledo y Acuña, conde de Xiquena                  | 11/02/1881 [12/02/1881] | 19/10/1883 [20/10/1883] |
| Alberto Aguilera y Velasco                                        | 19/10/1883 [20/10/1883] | -                       |
| Francisco de Borja Queipo de Llano, conde de Toreno               | -                       | 30/03/1884 [31/03/1884] |
| Raimundo Fernández Villaverde                                     | 30/03/1884 [31/03/1884] | -                       |
| Francisco Martínez Corbalán                                       | 15/07/1885 [16/07/1885] | 28/11/1895 [01/12/1885] |
| José Álvarez de Toledo y Acuña, conde de Xiquena                  | 28/11/1895 [01/12/1885] | 27/06/1886 [28/06/1886] |
| Julián Zugasti y Sáenz                                            | 27/06/1886 [28/06/1886] | 15/10/1886 [16/10/1886] |
| José Bernardino Silverio Fernández de Velasco, duque de Frías     | 15/10/1886 [16/10/1886] | 19/05/1888 [22/05/1888] |
| Alberto Aguilera y Velasco                                        | 05/07/1888 [06/07/1888] | 05/07/1890 [08/07/1890] |
| Federico Sánchez Bedoya                                           | 05/07/1890 [08/07/1890] | 06/03/1891 [07/03/1891] |
| Teobaldo de Saavedra y Cueto, marqués de Viana                    | 06/03/1891 [07/03/1891] | 22/02/1892 [23/02/1892] |
| Gonzalo de Saavedra y Cueto, marqués de Bogaraya                  | 22/02/1892 [23/02/1892] | 03/11/1892 [04/11/1892] |
| José de Cárdenas y Uriarte                                        | 03/11/1892 [04/11/1892] | 01/12/1892 [02/12/1892] |
| Joaquín Caro y Álvarez de Toledo, conde de Peña Ramiro            | 01/12/1892 [02/12/1892] | 11/12/1892 [13/12/1892] |
| Alberto Aguilera y Velasco                                        | 11/12/1892 [13/12/1892] | -                       |
| José Messía y Gayoso de los Cobos, duque de Tamames               | 15/03/1894 [16/03/1894] | 24/03/1895 [25/03/1895] |
| Joaquín Caro y Álvarez de Toledo, conde de Peña Ramiro            | 24/03/1895 [25/03/1895] | 10/09/1897 [12/09/1897] |
| José Figueroa y Torres, vizconde de Hueste                        | 10/09/1897 [12/09/1897] | 05/10/1897 [06/10/1897] |
| Alberto Aguilera y Velasco                                        | 05/10/1897 [06/10/1897] | 04/03/1899 [07/03/1899] |
| Santiago de Liniers y Gallo de Alcántara                          | 04/03/1899 [07/03/1899] | 14/07/1900 [16/07/1900] |
| Álvaro Queipo de Llano y Fernández de Córdoba, conde de Toreno    | 14/07/1900 [16/07/1900] | 09/03/1901 [10/03/1901] |
| Antonio Barroso                                                   | 09/03/1901 [10/03/1901] | 07/12/1902 [10/12/1902] |
| José Sánchez Guerra                                               | 07/12/1902 [10/12/1902] | 23/07/1903 [24/07/1903] |
| Juan de la Cierva y Peñafiel                                      | 23/07/1903 [24/07/1903] | 08/12/1903 [09/12/1903] |
| Fernando Sartorius Chacón                                         | 08/12/1903 [09/12/1903] | 24/05/1905 [25/05/1905] |
| Joaquín Ruiz Jiménez                                              | 24/05/1905 [25/05/1905] | 15/06/1906 [16/06/1906] |
| Santiago Alba Bonifaz                                             | 15/06/1906 [16/06/1906] | 30/11/1906 [01/12/1906] |
| Martín Rosales Martel                                             | 05/12/1906 [06/12/1906] | -                       |
| Francisco Javier de Castejón y Elío, marqués del Vadillo          | 26/01/1907 [27/01/1907] | 22/10/1909 [23/10/1909] |
| Rodrigo Figueroa y de Torres, duque de Tovar                      | 22/10/1909 [23/10/1909] | 17/11/1909 [18/11/1909] |
| Federico Requejo Avedillo                                         | 17/11/1909 [18/11/1909] | 15/09/1910 [16/09/1910] |
| Luis Canalejas Méndez                                             | 15/09/1910 [16/09/1910] | -                       |
| Juan Fernández Latorre                                            | 07/11/1910 [08/11/1910] | -                       |
|                                                                   | -                       | -                       |
| Demetrio Alonso Castrillo                                         | 01/04/1912 [02/04/1912] | 29/10/1913 [30/10/1913] |
| Vicente Cabeza de Vaca y Fernández de Córdoba, marqués de Portago | 29/10/1913 [30/10/1913] | 30/01/1914 [01/02/1014] |
| Severiano Eduardo Sanz y Escartín                                 | 30/01/1914 [01/02/1914] | 18/12/1915 [21/12/1915] |
| Fernando Merino Villarino                                         | 18/12/1915 [21/12/1915] | 10/03/1916 [11/03/1916] |
| Alexandre Rosselló i Pastors                                      | 10/03/1916 [11/03/1916] | 13/06/1917 [14/06/1917] |
| Abilio Calderón Rojo                                              | 13/06/1917 [14/06/1917] | 26/11/1917 [27/11/1917] |
| Luis López-Ballesteros y Fernández                                | 26/11/1917 [27/11/1917] | 13/12/1918 [14/12/1918] |
| Leopoldo Romeo y Sanz                                             | 13/12/1918 [14/12/1918] | 17/04/1919 [18/04/1919] |
| Francisco Aparicio                                                | 17/04/1919 [18/04/1919] | 27/07/1919 [29/07/1919] |
| Juan Antonio Cavestany y González Nandín                          | 27/07/1919 [29/07/1919] | 05/12/1919 [06/12/1919] |
| Gustavo Ruiz de Grijalba, marqués de Grijalba                     | 05/12/1919 [06/12/1919] | 16/08/1921 [17/08/1921] |
| Francisco Marín Beltrán de Lis, marqués de la Frontera            | 16/08/1921 [17/08/1921] | 16/03/1922 [17/03/1922] |
| Eloy Bullón Fernández                                             | 16/03/1922 [17/03/1922] | 10/11/1922 [11/12/1922] |
| Juan Navarro Reverter y Gomis                                     | 10/11/1922 [11/12/1922] | 18/09/1923 [19/09/1923] |
| Juan O'Donnell y Vargas, duque de Tetuán                          | 07/11/1923 [08/11/1923] | -                       |
| Ignacio de Peñalver y Zamora                                      | 04/07/1924 [11/07/1924] | 20/02/1925 [21/02/1925] |
| Manuel Semprún y Pombo                                            | 20/02/1925 [21/02/1925] | 23/04/1927 [24/04/1927] |
| Carlos Martín Álvarez                                             | 06/05/1927 [08/05/1927] | 09/06/1930 [10/06/1930] |
| José María de Garay y Rowart, conde del Valle del Súchil          | 09/06/1930 [10/06/1930] | 26/02/1931 [01/03/1931] |
| Fernando Weyler Santacana                                         | 26/02/1931 [27/02/1931] | -                       |
| Eduardo Ortega y Gasset                                           | 14/04/1931 [15/04/1931] | 13/06/1931 [14/06/1931] |
| Emilio Palomo Aguado                                              | 13/06/1931 [14/06/1931] | 03/01/1933 [04/01/1933] |
| Mariano Joven Hernández                                           | 03/01/1933 [04/01/1933] | 13/09/1933 [14/09/1933] |
| Mariano Arrazola Madera                                           | 13/09/1933 [14/09/1933] | 12/10/1933 [13/10/1933] |
| Eduardo Benzo Cano                                                | 12/10/1933 [13/10/1933] | 05/03/1934 [06/03/1934] |
| Francisco Javier Morata Pedreño                                   | 05/03/1934 [06/03/1934] | 21/02/1936 [22/02/1936] |
| Francesc Carreras Reura                                           | 24/02/1936 [25/02/1936] | 06/10/1936 [07/10/1936] |
| Carlos Rubiera Rodríguez                                          | 06/10/1936 [07/10/1936] | 30/12/1936 [31/12/1936] |
| Miguel Villalta Gisbert                                           | 30/12/1936 [31/12/1936] | 19/05/1937 [20/05/1937] |
| Antonio Trigo Mairal                                              | 12/07/1937 [13/07/1937] | 16/04/1938 [17/04/1938] |
| José Gómez Osorio                                                 | 16/04/1938 [17/04/1938] | -                       |
| Luis Alarcón de la Lastra                                         | 29/03/1939 [01/04/1939] | 09/08/1939 [27/08/1939] |
| José Finat y Escrivá de Romaní                                    | 09/08/1939 [27/08/1939] | 14/12/1940 [21/12/1940] |
| Miguel Primo de Rivera y Sáenz de Heredia                         | 14/12/1940 [21/12/1940] | 09/05/1941 [11/05/1941] |
| Manuel de Mora-Figueroa y Gómez-Imaz                              | 09/05/1941 [11/05/1941] | 24/06/1941 [08/07/1941] |
| Carlos Ruiz García                                                | 24/06/1941 [08/07/1941] | 28/05/1954 [01/06/1954] |
| Eduardo Álvarez-Rementería Martínez                               | 28/05/1954 [01/06/1954] | 14/06/1957 [25/06/1957] |
| Jesús Aramburu Olarán                                             | 14/06/1957 [25/06/1957] | 09/04/1965 [10/04/1965] |
| José Manuel Pardo de Santayana y Suárez                           | 09/04/1965 [10/04/1965] | 14/11/1969 [15/11/1969] |
| Jesús López-Cancio y Fernández                                    | 14/11/1969 [15/11/1969] | 23/04/1976 [24/04/1976] |
| Jesús García Siso                                                 | 23/04/1976 [24/04/1976] | 10/08/1976 [11/08/1976] |
| Juan José Rosón Pérez                                             | 10/08/1976 [11/08/1976] | 03/05/1980 [20/05/1980] |
| Mariano Nicolás García                                            | 18/07/1980 [19/07/1980] | 22/12/1982 [23/12/1982] |
| José María Rodríguez Colorado                                     | 22/12/1982 [23/12/1982] | 24/11/1986 [27/11/1986] |
| Ana María de Vicente-Tutor Guarnido                               | 24/11/1986 [27/11/1986] | 12/04/1991 [16/04/1991] |
| Segismundo Crespo Varela                                          | 12/04/1991 [16/04/1991] | 20/11/1992 [24/11/1992] |
| Miguel Solans Soteras                                             | 27/11/1992 [28/11/1992] | 30/07/1993 [31/07/1993] |
| Arsenio Lope Huerta                                               | 30/07/1993 [02/08/1993] | 09/12/1994 [10/12/1994] |
| María del Pilar Lledó Real                                        | 09/12/1994 [10/12/1994] | 17/05/1996 [18/05/1006] |